# Rostocker Robben
Der Rostocker Robben e. V. ist ein Beachsoccerverein aus Rostock in Mecklenburg-Vorpommern (Deutschland) und sechsmaliger Deutscher Meister.

## Geschichte der Mannschaft
Am 21. Februar 2010 trat erstmals ein Team als „Rostocker Robben“ bei einem offiziellen Strandfußballturnier an. Der Turniersieg beim 12. FU Beach Soccer Cup in Oranienburg war mit der Qualifikation zu den German Masters des Deutschen Beach Soccer Verbandes in Köln verbunden, bei denen ein dritter Platz erreicht wurde.
2013 war das Team Gründungsmitglied der German Beach Soccer League, dem ersten bundesweiten Ligabetrieb im Beachsoccer, welcher 2018 in die vom DFB organisierte Deutsche Beachsoccer-Liga überführt wurde und ist somit eine von drei Mannschaften, die seitdem durchgängig in der ersten deutschen Beachsoccer-Liga spielen.
Mittlerweile beherbergt der Verein neben der ersten Mannschaft auch noch eine zweite Mannschaft (Rostocker Robben Amateure), eine U17 sowie eine Ü35-Mannschaft (Rostocker Robben Oldies).
Der Rostocker Musiker Marteria war bis 2021 Hauptsponsor der Rostocker Robben.

## Erfolge

### National
Deutsche Beachsoccer-Liga (bis 2017 German Beach Soccer League)
- Sieger: 2013, 2014, 2015, 2017, 2018, 2019

Deutsche Beachsoccer-Meisterschaft (bis 2014 DFB-Beachsoccer-Cup)
- Sieger: 2015, 2017, 2018, 2019, 2023

Beachsoccer-Supercup (nur eine Auflage) 
- Sieger: 2013

### International
Euro Winners Cup
- Teilnahme: 2014, 2016, 2018, 2019

World Winners Cup
- Teilnahme: 2019

### Regional
Landesmeisterschaft des LFV MV
- Sieger: 2014, 2015, 2016, 2017, 2018, 2019

Landesmeisterschaft des SHFV
- Sieger: 2014

Nordostdeutsche Meisterschaft des NOFV
- Sieger: 2016, 2017, 2018, 2019